# 릭롤링

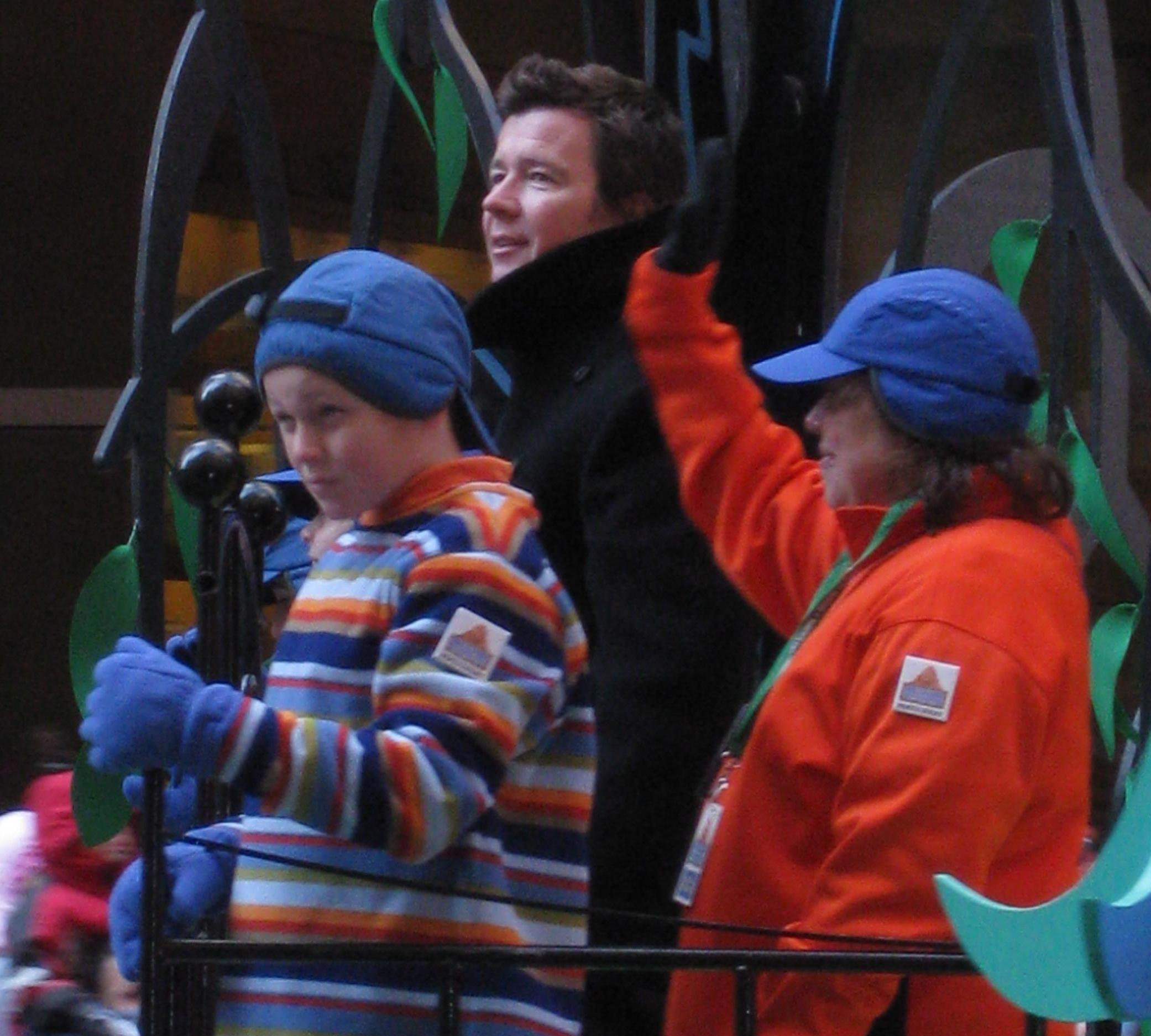
추수감사절 행사에서 '릭롤링'을 시전하는 릭 애슬리.

릭롤링 (Rickrolling)은 1987년에 발표된 릭 애슬리의 곡 "Never Gonna Give You Up"의 뮤직 비디오와 관련된 인터넷 밈, 그리고 인터넷 상에서의 낚시 중 하나이다. 이 유행은 사람을 유인하는 것으로, 링크를 제공하면서 어떤 주제와 관련이 있는 것처럼 소개하지만, 실제로 이 링크는 애슬리의 곡이 담긴 유튜브로 연결된다. 링크는 대개 그 주소만 보아서는 알아차릴 수 없도록 변형된 형태를 보인다. 어떤 사람이 이 링크를 클릭하면, 그는 "릭롤링당했다(Rickrolled)"고 표현한다.

## 시작과 유행
2005년, 이 유행은 "duckroll"(덕롤)이라는 이름에서 시작되었다. 이전에 moot이 4chan에 필터링을 써서 "egg"을 "duck"으로 바꿔놓았고 이 때문에 "eggroll"과 같은 단어들은 "duckroll"로 바뀌었다. 이를 이용해 어떤 토론이나 주제에 관해 외부 링크를 걸 때 그 토론에 관련 있는 내용이 아닌 오리에 바퀴가 달린 그림을 걸어 낚시용으로 쓰였었다.
비디오 게임 그랜드 테프트 오토 IV의 트레일러 영상이 공개되자, 이 게임의 퍼블리싱 회사인 록스타 게임즈 웹사이트가 다운되게 할 만큼 큰 반응을 모았다. 한 4챈 유저가 록스타게임 사이트 링크 대신 원래는 앞서 말한 덕롤 링크가 올라가야 했지만 이 대신에 유튜브에 게재된 릭 애슬리'의 "Never Gonna Give You Up"영상으로 가게 했다. 이렇게 해서, "rickroll"이 탄생되었다.
2015년에는 어나니머스가 IS가 트위터 상에서 운영했던 프로파간다 계정들을 대규모로 해킹하면서, 이들이 선동 목적으로 사용했던 해시태그인 '#IS를_지지하자'를 오염시키기 위해 인터넷 사용자들에게 해당 해시태그에 "Never Gonna Give You Up" 뮤직비디오를 올릴 것을 제안하기도 했다. 이는 IS 지지자들을 조롱하는 것으로 화제가 되었다. 2018년 만우절에는 소설가 스티븐 킹이 자신이 캘리포니아 주 주지사 선거에 출마하겠다는 영상을 올리는 것으로 위장해 뮤직비디오를 홈페이지에 업로드하기도 했다.

## 반응
릭 애슬리는 1990년대 이후 뚜렷한 활동이 없었던 '왕년의 스타'였으나, 해당 곡의 유행으로 "Never Gonna Give You Up"과 릭 애슬리 본인이 제2의 전성기를 다시 구가하는 데 높은 역할을 했다. 릭 애슬리 본인 역시 해당 밈을 긍정적으로 받아들였다. 그는 로스앤젤레스 타임즈와의 인터뷰에서, 이 유행에 대해 "괴기스럽고 재밌다"라는 반응을 보였다. 이어 2008년 MTV 유럽 뮤직 어워드에서 ‘역대 최고의 가수’ 부문을 수상하는 일이 생겨나는가 하면, 2016년 미국 대통령 선거에서는 "Never Gonna Give You Up"의 후렴구 가사에 착안해 릭 애슬리를 대선후보로 만들자는 장난 섞인 운동이 펼쳐지는 등 그의 인기가 다시 올라가는 긍정적인 계기로 이어졌다.

## 같이 보기
- 인터넷 밈 목록
- Sandstorm (다루드의 노래)
- Goatse.cx